# Magnus Johansson (Eishockeyspieler)
Magnus Johansson (* 4. September 1973 in Linköping) ist ein ehemaliger schwedischer Eishockeyspieler, der einen Großteil seiner aktiven Karriere bei Linköpings HC aus der Svenska Hockeyligan verbrachte und dort die Klubrekorde für die meisten Spiele sowie Torvorlagen hält.

## Karriere
Johansson begann seine Karriere 1990 in seiner Heimatstadt beim Linköpings HC. Damals gehörte dieser Verein der Division 1 Södra, einer der zweitklassigen Ligen Schwedens, an. Schon im Alter von 18 Jahren wurde er Kapitän seiner Mannschaft un verbrachte insgesamt sieben Jahre beim LHC.
In der Spielzeit 1996/97 wurde der Linköpings HC von Tommy Boustedt als Cheftrainer betreut. Als dieser in die Elitserien zum Västra Frölunda HC wechselte, nahm er Johansson dorthin mit. Trotz seiner relativ kleinen Statur etablierte sich Johansson schnell in der höchsten Spielklasse Schwedens und entwickelte sich innerhalb der folgenden Jahre in einen der punktbesten Verteidiger der Liga. 2003 gewann er mit Frölunda die schwedische Meisterschaft und wechselte danach das erste Mal in europäische Ausland: Johansson unterschrieb einen Einjahresvertrag bei den SCL Tigers aus der Nationalliga A.
Ein Jahr später kehrte er nach Schweden zurück und wurde von seinem Heimatclub, Linköpings HC, der inzwischen in die Elitserien aufgestiegen war, für vier Jahre verpflichtet. In Linköping wurde er erneut zum Kapitän ernannt und führte sein Team zu den größten Erfolgen der Vereinsgeschichte: ein zweiter Platz in der Saison 2004/05, das Erreichen des Playoff-Halbfinales 2006 und des Finales 2007.
Im Juni 2007 unterschrieb er einen Vertrag bei den Chicago Blackhawks aus der National Hockey League, wurde aber schon nach der Hälfte der Saison an die Florida Panthers abgegeben. Ein Jahr später wechselte er in die Kontinentale Hockey Liga zu Atlant Mytischtschi und gehörte dort zu den punktbesten Spielern. Im April 2009 kehrte Johansson zum Linköpings HC zurück und wurde dort abermals zum Mannschaftskapitän ernannt. In der anschließenden Spielzeit 2009/10 konnte er unmittelbar an frühere Leistungen anknüpfen und markierte acht Treffer sowie 41 Torvorlagen in 52 Spielen, sodass er im Anschluss an die Saison mit dem Guldpucken als bester schwedischer Eishockeyspieler sowie mit der Salming Trophy als bester Verteidiger der Elitserien ausgezeichnet wurde. Auch in der folgenden Saison überzeugte der Defensivspieler mit herausragenden Leistungen und erhielt den Guldhjälmen als wertvollster Spieler der höchsten schwedischen Spielklasse. Zudem erzielte er im September 2011 seinen 394. Scorerpunkt und ist damit der punktbeste Verteidiger in der Geschichte der Liga. 
Im April 2015 beendete Johansson seine aktive Profikarriere und ist seit der Saison 2015/16 als Assistent von Sportdirektor Fredrik Emvall bei Linköping tätig.

## Erfolge und Auszeichnungen
- Teilnahme am All-Star-Game der Elitserien 2000, 2001 und 2002
- Schwedischer Meister mit Frölunda HC 2003
- Bester Plus/Minus-Wert (+ 30) der Elitserien 2004/05
- Wahl ins schwedische All-Star-Team 2005 und 2006
- Gewinn der Weltmeisterschaft 2006
- 2009 KHL All-Star Game
- 2010 Guldpucken
- 2010 Salming Trophy
- 2010 Bronzemedaille bei der Weltmeisterschaft
- 2011 Guldhjälmen

### International

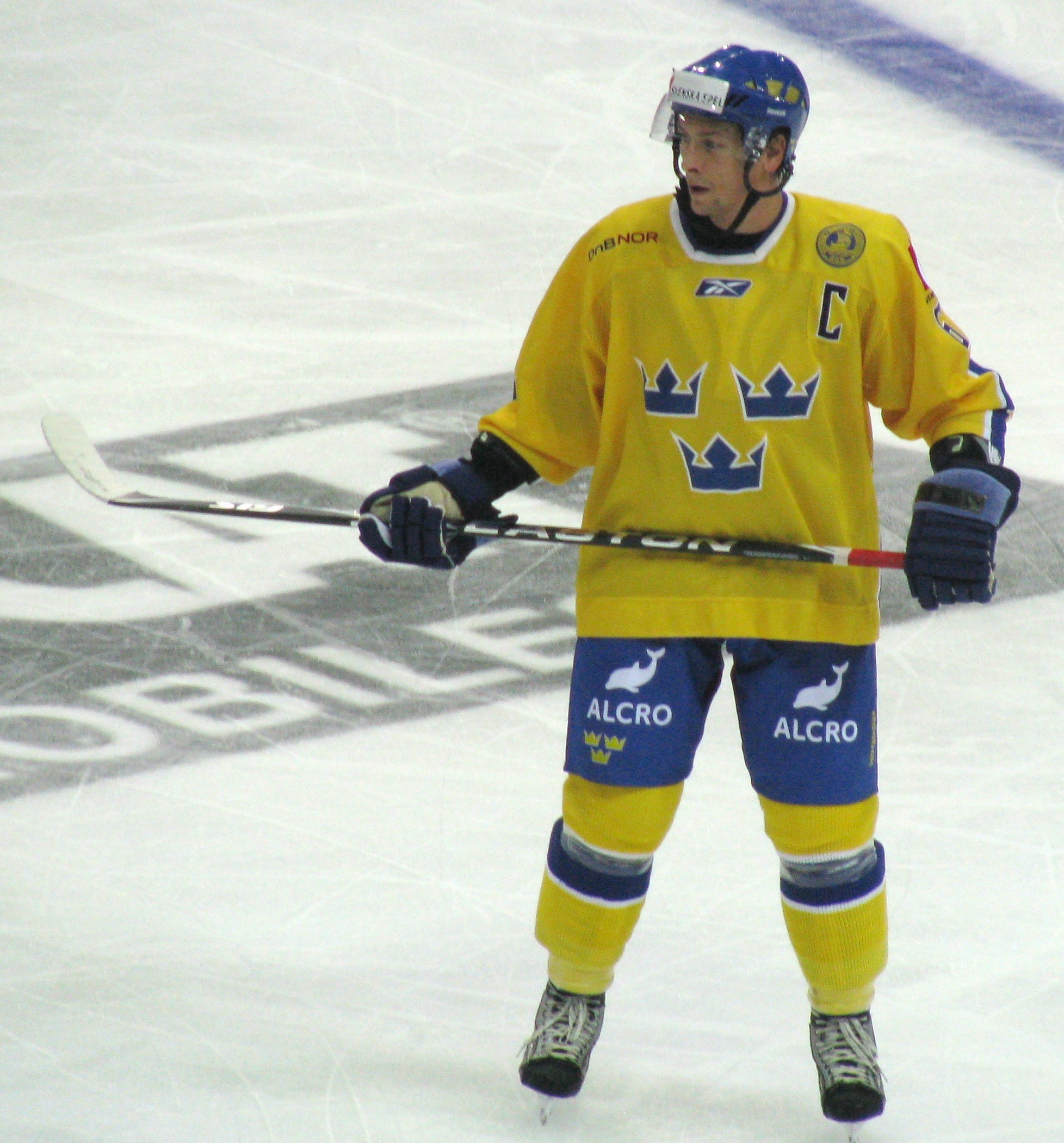
Magnus Johansson im Trikot der schwedischen Eishockeynationalmannschaft

## Karrierestatistik

### Nationale Wettbewerbe
(Legende zur Spielerstatistik: Sp oder GP = absolvierte Spiele; T oder G = erzielte Tore; V oder A = erzielte Assists; Pkt oder Pts = erzielte Scorerpunkte; SM oder PIM = erhaltene Strafminuten; +/− = Plus/Minus-Bilanz; PP = erzielte Überzahltore; SH = erzielte Unterzahltore; GW = erzielte Siegtore; 1 Play-downs/Relegation; Kursiv: Statistik nicht vollständig)